# Villa Alegre
Villa Alegre é uma comuna da província de Linares, localizada na Região de Maule, Chile. Possui uma área de 189,8 km² e uma população de 14.725 habitantes (2002).